# Capitale Píritu
Pour les articles homonymes, voir Píritu.
Capitale Píritu est l'une des deux divisions territoriales et statistiques de la municipalité de Píritu dans l'État d'Anzoátegui au Venezuela. À des fins statistiques, l'Institut national de la statistique du Venezuela a créé le terme de « parroquia capital », ici traduit par le terme « capitale » qui correspond au territoire où se trouve le chef-lieu de la municipalité afin de couvrir ce vide spatial, qui, selon la loi sur la division politique territoriale publiée dans le Journal officiel de l'État « n'attribue pas de hiérarchie politique territoriale, ni de description de ses limites respectives ». Ce territoire s'articule autour de Píritu, chef-lieu de la municipalité.

## Géographie

### Démographie
Hormis Píritu, ville autour de laquelle s'articule la division territoriale et statistique, cette dernière possède plusieurs localités dont :
- Capachal
- Cardoncito
- El Tigre
- Guayabal
- La Mascota
- La Requenera
- La Serranía
- Los Dos Caminos
- Merey
- Pirital
- Pozo Hondo
- Pueblo Viejo
- Píritu
- San Antonio
- Taquecito
- Trompillar